# Dag Erik Pedersen
Dag Erik Pedersen, (Skien, 6 de junio de 1959-Larvik, 3 de junio de 2024), fue un ciclista noruego que fue profesional de 1982 a 1991. Logró conseguir tres victorias de etapa del Giro de Italia.
Pedersen murió en Helgeroa el 3 de junio de 2024, a la edad de 64 años, tres días antes de su 65 cumpleaños.

## Palmarés
| 1981 - 1 etapa de la Milk Race - Gran Premio Guillermo Tell 1982 - Giro de Lazio 1983 - 1 etapa del Giro de Cerdeña 1984 - 2 etapas del Giro de Italia | 1986 - 1 etapa del Giro de Italia 1990 - Ringerike GP, más 1 etapa 1991 - 2 etapas de la Vuelta a Suecia 1992 - Campeonato de Noruega en Ruta |